# Postulante
Con il termine postulante (in latino postulare, "chiedere") si indicava originariamente una persona che faceva una richiesta o una pretesa, mentre oggi l'uso del termine è ormai generalmente limitato ad indicare coloro che chiedono l'ammissione in un monastero cristiano o in un ordine religioso. Il postulato si posiziona tra il discernimento iniziale e il noviziato.
Il termine è usato maggiormente nella chiesa cattolica, luterana e anglicana (compresa la chiesa episcopale, che usa il termine per designare coloro che cercano l'ordinazione al diaconato o al sacerdozio. A questo proposito, il postulato è generalmente considerato il primo passo formale che porta alla candidatura e all'ordinazione), mentre la chiesa ortodossa usa questo termine meno frequentemente.

## Scopo, durata e formazione

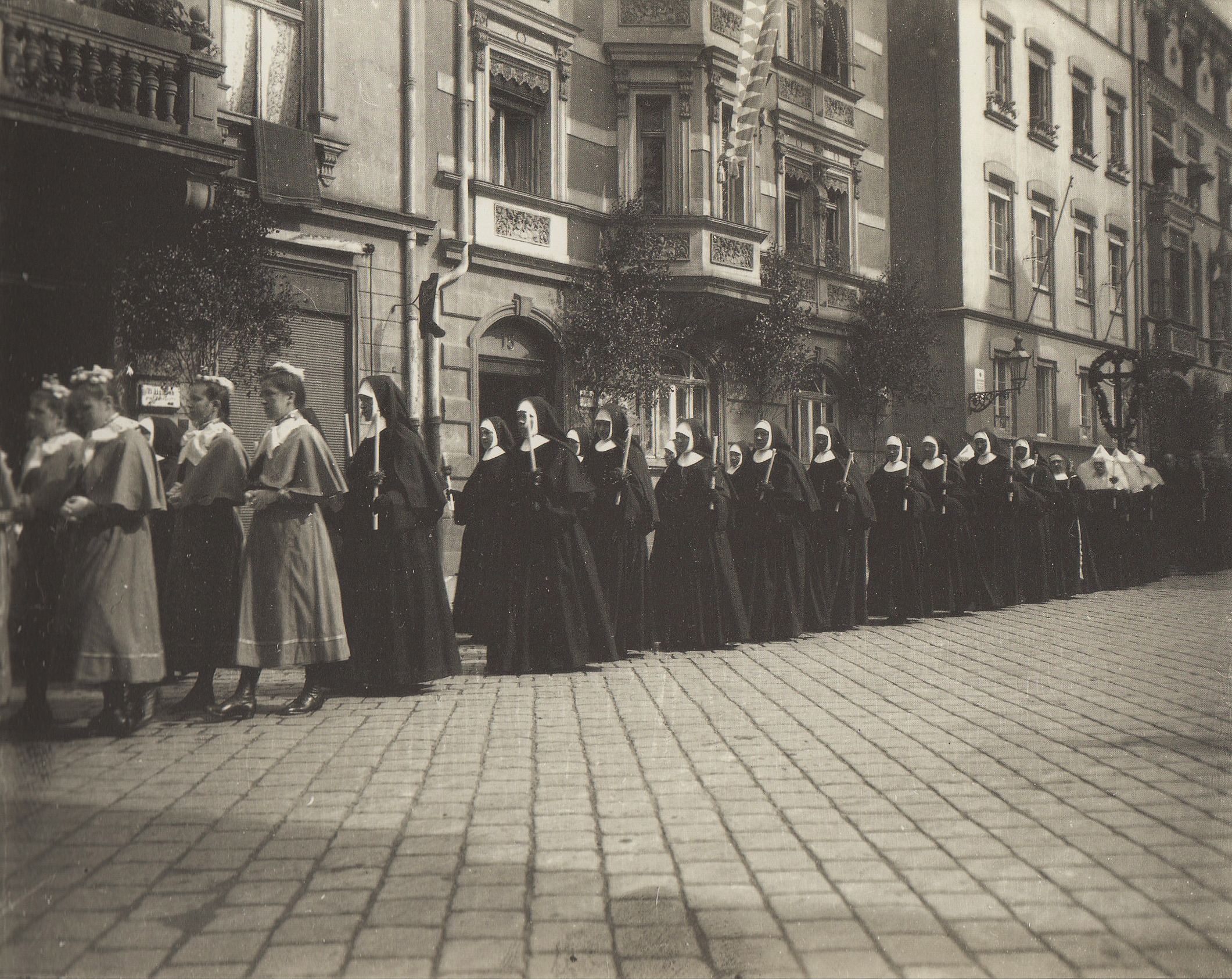
Suore in processione nel 1915. Le postulanti, con abito più chiaro, camminano davanti alle suore professe

La durata del periodo in cui un candidato rimane postulante può variare a seconda dell'istituto o della situazione individuale del postulante. Nelle istituzioni religiose attive, la durata andava dai 4 ai 6 mesi, mentre attualmente in molti monasteri i candidati devono trascorrere 1-2 anni in questa fase. Esempio è la chiesa cattolica che con l'istruzione attuativa Cor orans stabilisce che il postulato in una comunità contemplativa ha una durata minima di 12 mesi ma non deve superare i 2 anni. Durante questo periodo, il postulante generalmente partecipa il più possibile alla vita della comunità, unendosi ai novizi, ai membri professi e vivendo in unione con la comunità, avendo anche la possibilità di partecipare all'istruzione formale riservata ai novizi. Alcune comunità religiose preferiscono che i postulanti indossino un abito specifico (ciò era piuttosto comune fino all'emanazione del Perfectae Caritatis); in altre comunità indossano i propri abiti semplici fino alla cerimonia formale dell'investitura.
Poiché i postulanti non sono membri attivi di un'istituzione, è più facile per una persona non del tutto certa della vita religiosa riesaminare le proprie intenzioni e il proprio impegno prima di pronunciare i voti. Allo stesso modo, se si ritiene che la persona non sia adatta alla vita, può essere semplicemente dimessa senza dover seguire una procedura formale.
Il termine è talvolta utilizzato anche per descrivere lo status ecclesiastico di una persona che ha percepito la chiamata al sacerdozio o al diaconato e ha ricevuto l'approvazione parrocchiale e diocesana. Il candidato mantiene lo stato di postulante per tutta la durata del seminario, fino all'ordinazione al diaconato transitorio. Il postulante che non persegue l'ordinazione sacerdotale viene ordinato diacono vocazionale.

## Confraternite universitarie
Nelle confraternite universitarie, il termine postulante è utilizzato anche per descrivere coloro che devono ancora essere iniziati nella confraternita, mentre stanno attraversando il processo per diventare fratelli o sorelle.